# Lac Maupertuis
Lac Maupertuis är en sjö i Kanada.   Den ligger i regionen Saguenay–Lac-Saint-Jean och provinsen Québec, i den östra delen av landet, 600 km nordost om huvudstaden Ottawa. Lac Maupertuis ligger 525 meter över havet. Arean är 15,1 kvadratkilometer. Den sträcker sig 10,1 kilometer i nord-sydlig riktning, och 6,5 kilometer i öst-västlig riktning.
Omgivningarna runt Lac Maupertuis är i huvudsak ett öppet busklandskap. Trakten runt Lac Maupertuis är nära nog obefolkad, med mindre än två invånare per kvadratkilometer.